# Хенкок (Њујорк)
Хенкок (енгл. Hancock) град је у америчкој савезној држави Њујорк.

## Демографија
По попису из 2010. године број становника је 1.031, што је 158 (-13,3%) становника мање него 2000. године.
| Група             | 2000.         | 2010.       |
| Белци             | 1.123 (94,4%) | 936 (90,8%) |
| Афроамериканци    | 5 (0,4%)      | 9 (0,9%)    |
| Азијати           | 2 (0,2%)      | 8 (0,8%)    |
| Хиспаноамериканци | 39 (3,3%)     | 55 (5,3%)   |
| Укупно            | 1.189         | 1.031       |